# クラレンス・トーマス
クラレンス・トーマス（Clarence Thomas、1948年6月23日 - ）は、合衆国最高裁判所の陪席判事であり、1991年10月23日に就任した。最高裁判所でのトーマスは、アフリカ系の祖先を持つ判事としては2人目であり、保守的な判断傾向を持っている。トーマスの判決は、権利章典の修正第2条と修正第10条を重視しているため、銃規制には消極的な傾向がある。

## 来歴
1948年6月28日、ジョージア州ピン・ポイント生まれ。解放奴隷の農村共同体にカトリック教徒として生まれる。母語はガラ語。
1971年、マサチューセッツ州のホーリークロス大学（カレッジ・オブ・ザ・ホーリークロス）英文学専攻を優等（cum laude）で卒業、B.A.取得。当初はミズーリ州の神学校に学ぶが、人種差別を受け、ホーリークロスに編入した。当初はベトナム反戦運動などに関わるが、保守派に転向する。
1974年、コネティカット州のイェール大学法科大学院卒業、法務博士取得。就職を志願した大手法律事務所の多くは、彼がアファーマティブ・アクションによる優遇を受けていると仮定して、成績や学位をありのままには受け取らなかったとされる。トーマスは後に裁判官としてアファーマティブ・アクションに極めて懐疑的なスタンスを採るが、こうした経験はその原点となった。
同年、ミズーリ州弁護士会入会。モンサント社農業及農薬部門の企業法務を担当する。公人としては、ミズーリ州司法長官アシスタント、ジョン・C・ダンフォース上院議員アシスタント、米国教育省市民権担当次官補を歴任した。
1982年、米国平等雇用機会委員会議長就任。1990年、退任。
1991年6月にサーグッド・マーシャル判事が退官を発表したことに伴い、ジョージ・H・W・ブッシュ大統領が後任として当時43歳のトーマスを同職に指名した。しかし、トーマスの指名に際して、トーマスの元部下で当時オクラホマ大学法学部教授であったアニタ・ヒル氏がトーマスからセクシャルハラスメントを受けたと訴え出た。その結果、この人事案の採決は歴史的な僅差で決まることになったが、最終的には1991年10月のアメリカ合衆国上院の本会議において52対48の採決で承認を受け、トーマスは宣誓を経て就任した。

## 人物
法廷内でほとんど話さないことで知られる。合衆国最高裁判所判事の中で最も保守的な人物としばしば見なされている。

## 判決傾向
同じく保守派に属するアントニン・スカリアと似ているものの異なった法哲学を持っており、スカリアはトーマスの見解のいくつかを信じられないと考えていたと専門家は推測している。ウェストコーストホテル対パリッシュ事件（1937年）以降の憲法解釈に否定的な見解を持ち、製造業や農業に対する連邦の規制は州際通商条項に反し違憲であるという立場を取る。トーマスの原意主義は憲法の多くの分野で理論修正を提起していることから、他の裁判官の同調を得られず個別意見となることが多い。2012年開廷期から8年連続で意見執筆数（結論同意意見・反対意見含む）がトップとなっている（2020年9月28日現在）。